# Patrick Marleau

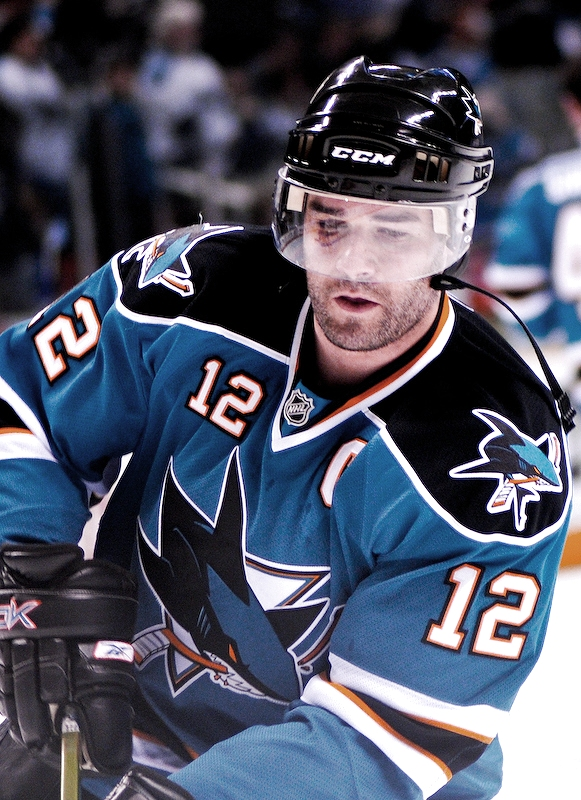
Patrick Marleau

Patrick Denis Marleau (Swift Current, 15 september 1979) is een Canadese ijshockeyspeler van de Toronto Maple Leafs in de National Hockey League. Marleau is de all-time topscorer van de club, en speelt sinds zijn NHL-draft in 1997 voor de San Jose Sharks.

## Carrière
Patrick Marleau begon zijn carrière bij de Seattle Thunderbirds in de Western Hockey League in 1995-1996. Het eerste jaar bij Seattle zou hij 32 goals en 74 punten scoren. In het tweede jaar werd hij benoemd tot aanvoerder en scoorde hij 51 goals en 125 punten. Hij leidde het team voor de eerste keer in de geschiedenis van de Seattle Thunderbirds naar de zege in de Western Conference.
Dankzij dit goede seizoen werd Patrick Marleau als tweede gekozen in de NHL-trekking van 1997 door de San Jose Sharks.
Nadat aanvoerder Owen Nolan na vijf jaar in 2003 vertrok, werd Marleau gekozen tot captain. In dat jaar behaalde hij 57 punten.
In augustus 2005 tekende Patrick Marleau een nieuw driejarig contract ter waarde van 12,5 miljoen dollar. Hij betaalde dit terug door dat jaar 86 punten in 82 wedstrijden te scoren.
Op 4 januari 2007 scoorde Marleau een goal en gaf hij drie assists tegen de Detroit Red Wings. Dit betekende dat hij zijn 451e punt voor de San Jose Sharks maakte waarmee hij het clubrecord van Owen Nolan verbrak. Later die maand mocht hij voor de tweede keer meedoen met de All-Star Game waarin hij één keer zou scoren.
Aan het eind van het seizoen zou hij nogmaals zijn contract verlengen. Voor 12,6 miljoen dollar was hij tot 2010 onder contract van de San Jose Sharks voordat hij naar de Maple Leafs verkaste.

## Internationale wedstrijden
Patrick Marleau speelde zijn eerste wereldkampioenschap in 1998 voor het Canadese ijshockeyteam. In 2003 en in 2004 won hij met Canada de gouden medaille op het WK.
Voor de Olympische spelen van 2010 in Vancouver werd hij geselecteerd voor het nationale team van Canada.

## Prijzen[5]
- Benoemd tot het WHL West First All-Star-team in 1997.
- WK: gouden medaille met Team Canada in 2003.
- Gespeeld in de NHL All-Star Game van 2004, 2007 en 2009.
- Benoemd tot San Jose Sharks-speler van het jaar in 2004 en 2009.
- Won het World Cup-kampioenschap met Canada in 2004.
- Benoemd tot San Jose Mercury News South Bay Sportsperson of the Year in 2006.
- 2007: Lady Byng Trophy-finalist.
- 2008–09: President's Trophy (met San Jose Sharks).

## Records

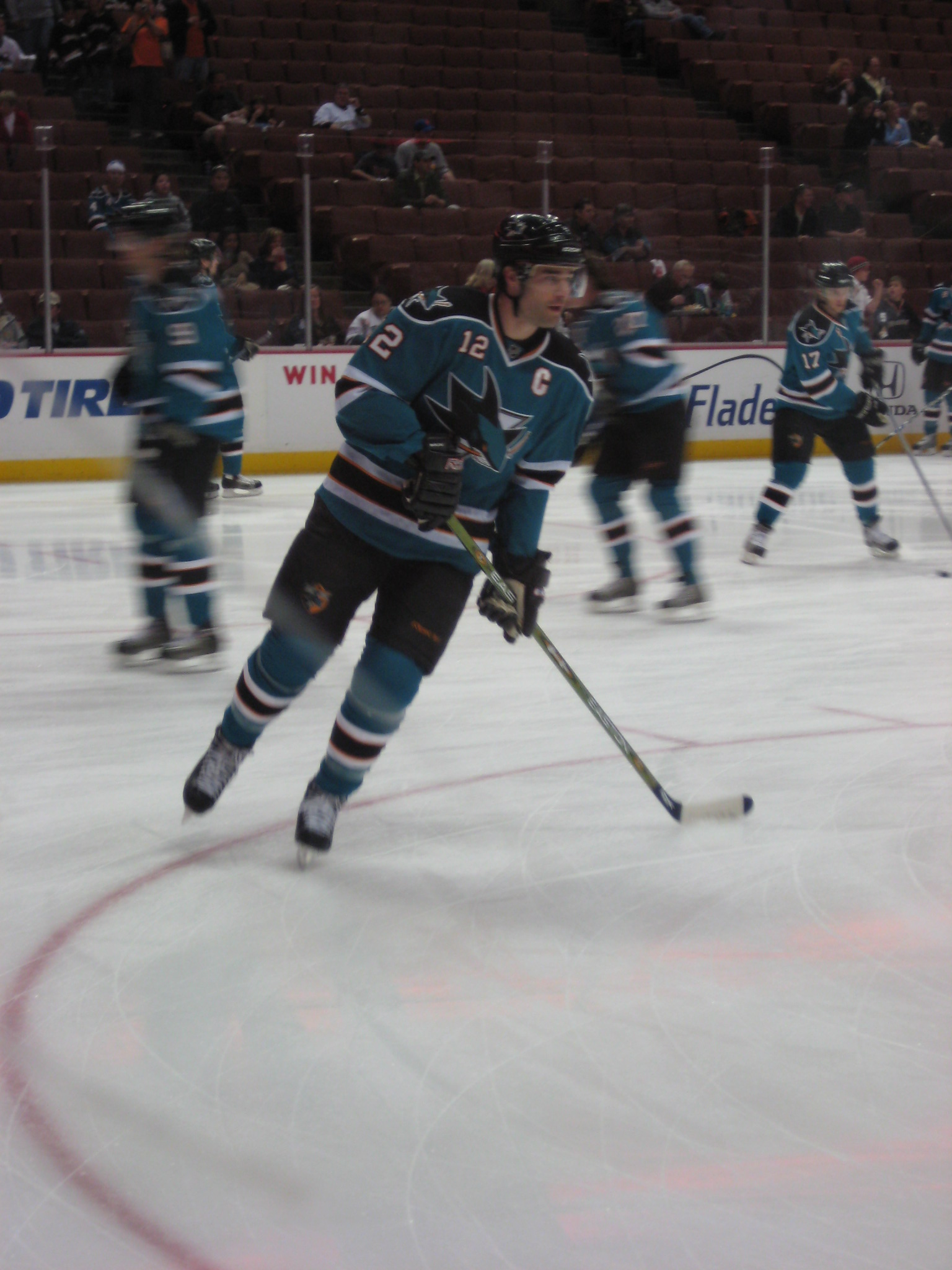
Marleau tijdens een opwarming voor een wedstrijd tegen de Anaheim Ducks

- San Jose Sharks' all-time leider in goals - 276 (in 2008–09)
- San Jose Sharks' all-time leider in assists - 334 (in 2008–09)
- San Jose Sharks' all-time leider in punten - 610 (in 2008–09)

## Carrièrestatistieken
|            |                      |            |                        | Hoofdseizoen           | Hoofdseizoen           | Hoofdseizoen           | Hoofdseizoen           | Hoofdseizoen           |                        | Playoffs               | Playoffs               | Playoffs               | Playoffs               | Playoffs |
| Seizoen    | Team                 | League     | GP                     | G                      | A                      | Pt                     | PIM                    | GP                     | G                      | A                      | Pt                     | PIM                    |                        |          |
| ---------- | -------------------- | ---------- | ---------------------- | ---------------------- | ---------------------- | ---------------------- | ---------------------- | ---------------------- | ---------------------- | ---------------------- | ---------------------- | ---------------------- | ---------------------- | -------- |
| 1995–96    | Seattle Thunderbirds | WHL        | 72                     | 32                     | 42                     | 74                     | 22                     | 5                      | 3                      | 4                      | 7                      | 4                      |                        |          |
| 1996–97    | Seattle Thunderbirds | WHL        | 71                     | 51                     | 74                     | 125                    | 37                     | 15                     | 7                      | 16                     | 23                     | 12                     |                        |          |
| 1997–98    | San Jose Sharks      | NHL        | 74                     | 13                     | 19                     | 32                     | 14                     | 5                      | 0                      | 1                      | 1                      | 0                      |                        |          |
| 1998–99    | San Jose Sharks      | NHL        | 81                     | 21                     | 24                     | 45                     | 24                     | 6                      | 3                      | 1                      | 4                      | 4                      |                        |          |
| 1999–00    | San Jose Sharks      | NHL        | 81                     | 17                     | 23                     | 40                     | 36                     | 5                      | 1                      | 1                      | 2                      | 2                      |                        |          |
| 2000–01    | San Jose Sharks      | NHL        | 81                     | 25                     | 27                     | 52                     | 22                     | 6                      | 2                      | 0                      | 2                      | 4                      |                        |          |
| 2001–02    | San Jose Sharks      | NHL        | 79                     | 21                     | 23                     | 44                     | 40                     | 12                     | 6                      | 5                      | 11                     | 6                      |                        |          |
| 2002–03    | San Jose Sharks      | NHL        | 82                     | 28                     | 29                     | 57                     | 33                     | —                      | —                      | —                      | —                      | —                      |                        |          |
| 2003–04    | San Jose Sharks      | NHL        | 80                     | 28                     | 29                     | 57                     | 24                     | 17                     | 8                      | 4                      | 12                     | 6                      |                        |          |
| 2004–05    | Geen wedstrijden     | —          | 2004-2005: NHL-staking | 2004-2005: NHL-staking | 2004-2005: NHL-staking | 2004-2005: NHL-staking | 2004-2005: NHL-staking | 2004-2005: NHL-staking | 2004-2005: NHL-staking | 2004-2005: NHL-staking | 2004-2005: NHL-staking | 2004-2005: NHL-staking | 2004-2005: NHL-staking |          |
| 2005–06    | San Jose Sharks      | NHL        | 82                     | 34                     | 52                     | 86                     | 26                     | 11                     | 9                      | 5                      | 14                     | 8                      |                        |          |
| 2006–07    | San Jose Sharks      | NHL        | 77                     | 32                     | 46                     | 78                     | 33                     | 11                     | 3                      | 3                      | 6                      | 2                      |                        |          |
| 2007–08    | San Jose Sharks      | NHL        | 78                     | 19                     | 29                     | 48                     | 33                     | 13                     | 4                      | 4                      | 8                      | 2                      |                        |          |
| 2008–09    | San Jose Sharks      | NHL        | 76                     | 38                     | 33                     | 71                     | 18                     | 6                      | 2                      | 1                      | 3                      | 8                      |                        |          |
| NHL-totaal | NHL-totaal           | NHL-totaal | 871                    | 276                    | 334                    | 610                    | 303                    | 92                     | 37                     | 25                     | 62                     | 42                     |                        |          |
| WHL-totaal | WHL-totaal           | WHL-totaal | 143                    | 83                     | 116                    | 199                    | 59                     | 20                     | 10                     | 20                     | 30                     | 16                     |                        |          |